# ارزن معمولی

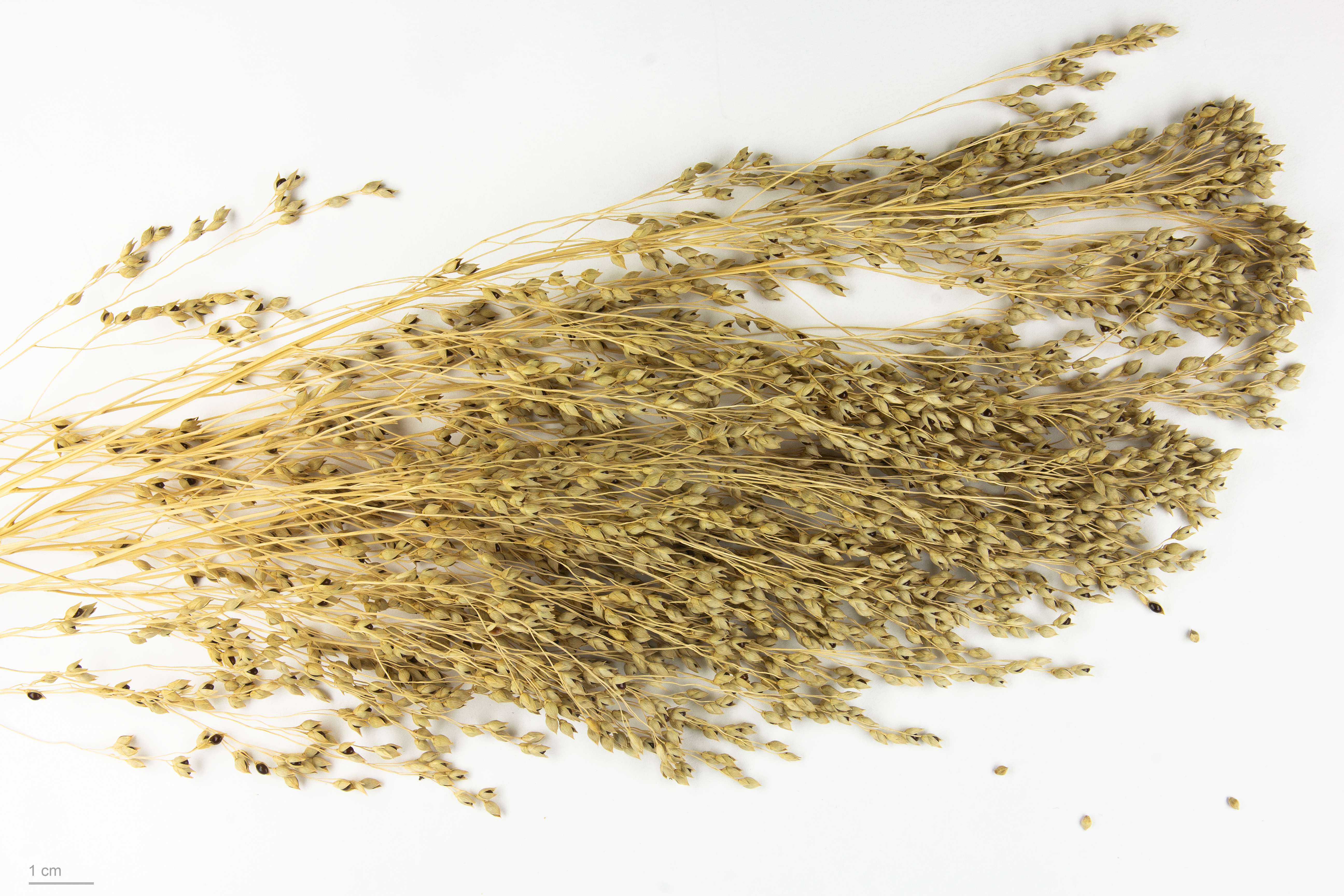
Panicum miliaceum

ارزن معمولی (نام علمی: Panicum miliaceum) که نام‌های عمومی زیادی مثل ارزن قرمز و ارزن سفید داردگونه‌ای علف است که به عنوان غله استفاده می‌شود. جد وحشی و مکان اصلی نوع اهلی آن ناشناخته است، اما اولین بار در قفقاز جنوبی و چین حدود ۷۰۰۰ سال پیش به عنوان غله شناخته شد، با اشاره به این مطلب که احتمالاً در هر ناحیه به طور مستقل اهلی شده است. هنوز هم در هندوستان،روسیه،اکراین و خاورمیانه، ترکیه و رومانی به طور وسیعی کشت می‌شود. در ایالات متحده ارزن برای تغذیه پرنده کاشته می شود.ارزن  به عنوان غذای سالم فروخته می‌شود و باتوجه به نداشتن گلوتن می توان آن را  در رژیم غذایی افرادی که نمی‌توانند گندم بخورند گنجاند. 
نام آن از نام عمومی و نام تیره ارزن در زبان پان اسلاویسم گرفته شده است.
ارزن با بسیاری از خاک‌ها و وضعیت‌های آب و هوایی سازگار می‌شود.فصل رشد کوتاهی داشته و به آب کمی نیاز دارد. احتمالاً ارزن کمتر از هر غلهٔ اصلی دیگری به آب نیاز دارد.